# Jan Gudej
Jan Zenon Gudej (ur. 27 marca 1943 w Woli Mąkolskiej, zm. 4 grudnia 2014) – polski naukowiec, farmaceuta, fitochemik, profesor nauk farmaceutycznych.

## Życiorys
W 1955 ukończył szkołę podstawową w Woli Mąkolskiej, po czym rozpoczął naukę w liceum ogólnokształcącym w Głownie, a następnie w liceum farmaceutycznym w Łodzi. W 1965 ukończył studia na kierunku farmacja na Akademii Medycznej w Łodzi, gdzie rozpoczął pracę w Katedrze i Zakładzie Farmakognozji. W 1975 na podstawie pracy doktorskiej pt. „Badania ziela rośliny leczniczej – sierpnicy pospolitej (Falcaria vulgaris Bernh.)” uzyskał stopień naukowy doktora nauk farmaceutycznych. W 1993 na podstawie osiągnięć naukowych i złożonej rozprawy „Badania związków polifenolowych i śluzów w wybranych gatunkach rodzaju Althaea L.” uzyskał zaś stopień naukowy doktora habilitowanego nauk farmaceutycznych w zakresie farmacji, specjalność: farmacja. W 2003 uzyskał tytuł naukowy profesora.
W latach 1993–2007, równolegle do pracy na Akademii Medycznej w Łodzi, pełnił funkcję kierownika Zakładu Farmakognozji Akademii Medycznej w Białymstoku.
Odznaczony Złotym Krzyżem Zasługi (1986) oraz Medalem Komisji Edukacji Narodowej (2008).